# Matt Murray (fotbollsmålvakt)
Matthew William "Matt" Murray , född 2 maj 1981 i Solihull, England, är en före detta professionell fotbollsmålvakt som tvingades avsluta spelarkarriären på grund av skador i augusti 2010.
Bortsett från några kortare utlåningar spelade Murray hela sin karriär i Wolverhampton där han mellan 1997 och 2010 spelade 87 ligamatcher. Han fick sitt genombrott hösten 2002 när ordinarie målvakten Michael Oakes skadade sig och behöll sedan platsen säsongen ut. Mellan 2003 och 2005 spelade han fem matcher för det Engelska U21-landslaget.